# Tomislav Ćorić
 (novembre 2017).
Si vous disposez d'ouvrages ou d'articles de référence ou si vous connaissez des sites web de qualité traitant du thème abordé ici, merci de compléter l'article en donnant les références utiles à sa vérifiabilité et en les liant à la section « Notes et références ».
Tomislav Ćorić, né le 17 novembre 1979 à Metković, est un homme politique croate membre de l'Union démocratique croate (HDZ). 
Il est ministre du Travail et des Retraites de 2016 à 2017 puis de la Protection de l'environnement et de l'Énergie depuis 2017.